# Єврокубок ФІБА
Єврокубок ФІБА (англ. FIBA Europe Cup) — четвертий за силою щорічний клубний турнір Європи.

## Історія
Про створення нового турніру було оголошено 30 червня 2015. Він замінив собою Євровиклик ФІБА.
Перший матч в історії турніру відбувся 21 жовтня 2015 між Гронінгеном та Кермендом і завершився з рахунком 78-71. 
Зі стартом Ліги чемпіонів ФІБА у сезоні 2016—17, учасники цього турніру можуть потрапляти до єврокубку, базуючись на зайнятій у Лізі чемпіонів позиції.

## Формат
Турнір розпочинається регулярним сезоном, в якому беруть участь 32 команди, розділені на 2 конференції, в кожній з яких міститься 4 групи. Представники однієї країни не можуть грати в одній групі. 
До другого раунду потрапляють дві найкращих команди з кожної групи. Ці 16 команд діляться на 4 групи.
У плей-оф до двох найкращих команд з кожної групи приєднуються 5-ті та 6-ті місця з Ліги чемпіонів ФІБА. 
Регулярний сезон грається з жовтня по грудень, другий раунд — у грудні та січні, плей-оф розпочинається у лютому.

## Фінали
| Сезон   |                                          | Фінал                                    | Фінал                                    | Фінал                                                      |                                                            | Півфіналісти                                               | Півфіналісти | Півфіналісти |
| Сезон   | Чемпіон                                  | Рахунок                                  | Фіналист                                 | 3-є місце                                                  | Рахунок                                                    | 4-е місце                                                  |              |              |
| 2015–16 | Фрапорт Скайлайнерс                      | 66–62                                    | Варезе                                   | Елан Шалон                                                 | 103–72                                                     | Єнісей                                                     |              |              |
| 2016–17 | Нантер                                   | 140–137 (58–58 / 82–79)                  | Елан Шалон                               | Бонн та Остенде                                            | Бонн та Остенде                                            | Бонн та Остенде                                            |              |              |
| 2017–18 | Венеція                                  | 158–148 (69–77 / 81–79)                  | Авелліно                                 | Гронінген та Баккен Берз                                   | Гронінген та Баккен Берз                                   | Гронінген та Баккен Берз                                   |              |              |
| 2018–19 | Сассарі                                  | 170–163 (89–84 / 81–79)                  | Вюрцбург                                 | Хапоель Холон та Варезе                                    | Хапоель Холон та Варезе                                    | Хапоель Холон та Варезе                                    |              |              |
| 2019–20 | Сезон не дограли через пандемію COVID-19 | Сезон не дограли через пандемію COVID-19 | Сезон не дограли через пандемію COVID-19 | Півфіналісти: Бахчешехір, Баккен Берз, Байройт та Каршияка | Півфіналісти: Бахчешехір, Баккен Берз, Байройт та Каршияка | Півфіналісти: Бахчешехір, Баккен Берз, Байройт та Каршияка |              |              |
| 2020–21 | Іроні Нес-Ціона                          | 82–74                                    | Острув Велькопольскі                     | КСМ Орадя                                                  | 85–76                                                      | Парма                                                      |              |              |
| 2021–22 | Бахчешехір                               | 162–143 (72–69 / 90–74)                  | Реджо Емілія                             | Баккен Берз та Лейден                                      | Баккен Берз та Лейден                                      | Баккен Берз та Лейден                                      |              |              |
| 2022–23 | Влоцлавек                                | 161–155 (81–77 / 80–78)                  | Шоле                                     | Калев Крамо та Карху Баскет                                | Калев Крамо та Карху Баскет                                | Калев Крамо та Карху Баскет                                |              |              |
| 2023–24 | Хемніц                                   | 180–179 (85–74 / 95–105)                 | Бахчешехір                               | Варезе та Більбао                                          | Варезе та Більбао                                          | Варезе та Більбао                                          |              |              |
| 2024–25 | Більбао                                  | 154–149 (72–65 / 82–84)                  | ПАОК                                     | Шоле та Діжон                                              | Шоле та Діжон                                              | Шоле та Діжон                                              |              |              |